# ITF World Tennis Tour Juniors
ITF World Tennis Tour Juniors (indtil 2019 ITF Junior Circuit) er den bedste serie af tennisturneringer for juniorspillere på ITF World Tennis Tour, arrangeret af International Tennis Federation (ITF). Den blev grundlagt i 1977 med kun ni turneringer. 
Spillere er berettiget til at konkurrere på ITF World Tennis Tour Juniors i det år de bliver 13 år, hvis de har nået deres 13 års fødselsdag på eller før starten af lodtrækningen i turneringen, som de konkurrerer i. Man kan deltage indtil slutningen af det år hvor spilleren bliver 18 år.
Turneringerne er opdelt i ni forskellige niveauer. Grade A er det højeste, og tæller de fire junior Grand Slam-turneringer, og yderlige fem store turneringer. Dernæst kommer Grade 1 til Grade 5, og de tre laveste niveauer kaldes Grade B1 til Grade B3. Der er ingen pengepræmier ved turneringerne.
I 2011 var der over 350 turneringer på ITF Junior Circuit, fordelt på 118 forskellige lande.

## Grade A-turneringer
Udover de fire Grand Slam-turneringer, er fem andre turneringer i den højeste kategori Grade A.
Grand Slam
- Australian Open
- French Open
- Wimbledon
- US Open

Andre
- Abierto Juvenil Mexicano[1]
- Porto Alegre Junior Championships[2]
- Trofeo Bonfiglio - Campionati Internazionali d'Italia Juniores[3]
- Osaka Mayor's Cup[4]
- Orange Bowl[5]